# 三浦義次
三浦 義次（みうら よしつぐ）は、江戸時代後期の大名。美作国勝山藩7代藩主。美作勝山藩三浦家12代。

## 生涯
文政9年（1826年）、第5代藩主・三浦誠次の三男として生まれる。
天保10年（1839年）、兄で先代藩主の峻次が嗣子なくして死去したため、その跡を継いだ。藩政に尽くしたが、弘化4年（1847年）7月に大水害を受けて藩内が大きな被害を受けるなど、その治世は多難を極めた。
嘉永元年（1848年）11月22日、家督を養嗣子の朗次（越前丸岡藩主有馬徳純の子、有馬誉純養子）に譲って隠居。明治16年（1883年）6月23日に58歳で死去した。

## 系譜
- 父：三浦誠次（1782-1831）
- 母：岩淵氏
- 養子
  - 男子：三浦朗次（1830-1860） - 有馬徳純の子

正室は津山藩主・松平斉民（将軍徳川家斉の子）の娘。
『平成新修旧華族家系大成』に夫人の記載はなく、実子は以下が記されている。
- 二男[2]：土倉鉚太郎（土倉一昌養子）
- 三男[2]：土倉光三郎（1870-1942） - 土倉万亀養子
- 二女[3]：参子（大谷勝尊室）
- 女子：悌（後藤隆重室、のち中川元蔵室、のち三浦計次方に入籍）。

鉚太郎は岡山藩家老家である土倉家の養子となったがのちに離縁。その後、光三郎が土倉家を継ぐ。光三郎は明治14年（1881年）男爵に叙せられた。